# Кропинский, Людовик
Людовик Кропинский (пол. Ludwik Kropiński; 1767, Пашуки, Брестское воеводство, — 1844, Ворончин) — польский писатель, генерал Варшавского герцогства.
Был генералом польских войск (с 1812 г.) и визитатором училищ в Волыни. Принадлежал к так называемому пулавскому кружку, сосредоточившемуся в Пулавах при дворе князя Адама Чарторыйского. Участвовал в восстании Костюшко. В своё время имела огромный успех его трагедия «Ludgarda» (изд. только в 1844).

## Публикации на русском языке
- Юлия и Адольф. — СПб., 1830.
  - Часть I
  - Часть II